# AfroFuture
Afrofuture (estilizado como AfroFuture ), anteriormente conocido como Afrochella, es un festival de música africana que comenzó en 2019.

## Antecedentes
AfroFuture es uno de varios eventos culturales que se llevan a cabo en Ghana en diciembre, incluido el festival Afro Nation y BHIM. 

## Historia

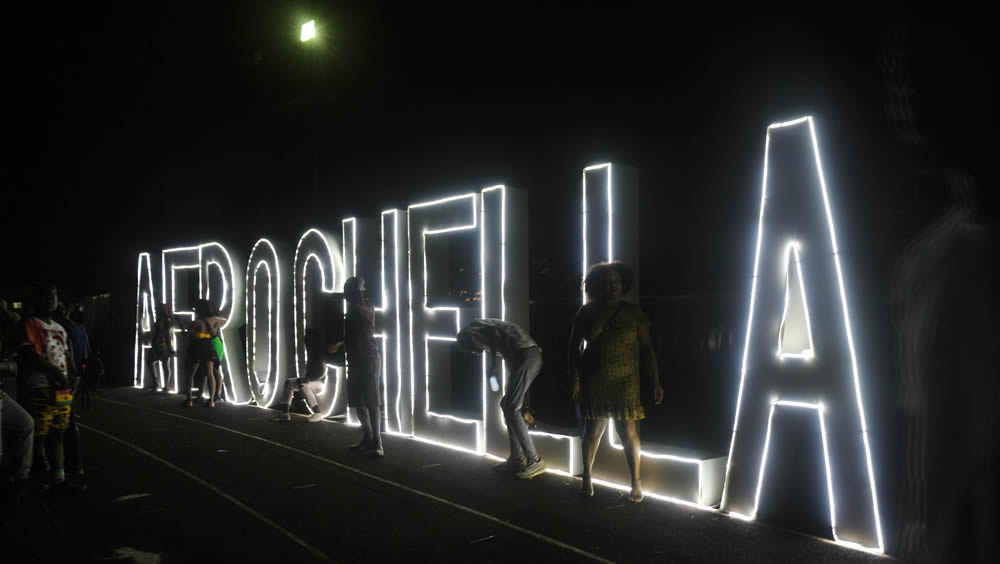
Afrochella 2019

AfroFuture fue cofundada en 2019 como Afrochella  por Abdul Karim Abdullah. El festival está organizado por Culture Management Group. 

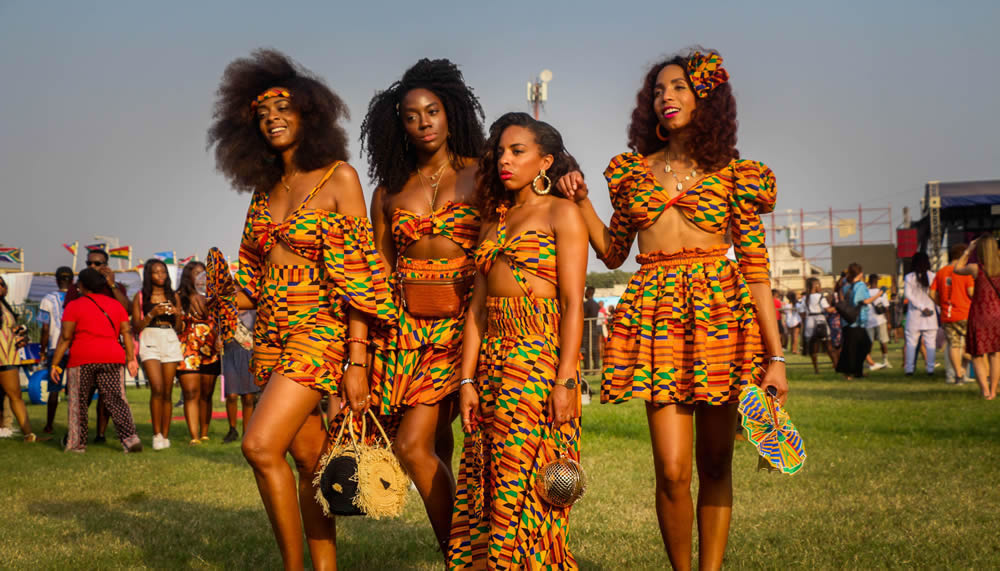
Asistentes 2019

Afrochella 2020 se llevó a cabo del 26 de diciembre al 1 de enero en el estadio El Wak y contó con las participaciones de Tiwa Savage, Joey-B y Juls, Sarkodie, Samini, Wande Coal, Distruction Boyz, Mercedes Benson, Neya Music y Amarachi Nwosu .  En Afrochella 2021 se presentaron Wizkid y Stonebwoy. 
En octubre de 2022, los organizadores del festival Coachella demandaron a los organizadores por infracción de marca registrada. 
El último Afrochella tuvo lugar en el estadio El-Wak de Acra los días 28 y 29 de diciembre de 2022. El tema del festival de 2022 fue el afrofuturismo .  Los artistas incluyeron a Stonebwoy, Asake, Ayra Starr, Juls, Meek Mill, Rema, Black Sherif, Camidoh, Aerostar y Gyakie con Burna Boy interpretando el acto principal.   Ayra Starr se cayó mientras actuaba y pidió a los organizadores que limpiaran el escenario entre actuaciones. 
En 2023 el festival se presentó ya con su nuevo nombre, AfroFuture, y fue encabezado por la superestrella nigeriano-estadounense del afrobeat Davido, el rapero británico-gambiano J Hus y el rapero ghanés Black Sherif.